# Sematophyllum erythrocaulon
Sematophyllum erythrocaulon là một loài Rêu trong họ Sematophyllaceae. Loài này được (Ångström) A. Jaeger miêu tả khoa học đầu tiên năm 1878.